# Tlalocite
La tlalocite è un minerale.